# Superliga Femenina de Voleibol 2011-12
Este anexo recoge las clasificaciones de la Superliga femenina en la temporada 2011-2012.

## Equipos
| Club                          | Nombre                        | Sede                       | Región           | Pabellón                                    |
| ----------------------------- | ----------------------------- | -------------------------- | ---------------- | ------------------------------------------- |
| Club Voleibol Ciudadela       | Valeriano Allés Menorca Volei | Ciudadela                  | Islas Baleares   | Pabellón municipal de Deportes de Ciudadela |
| Club Voleibol J.A.V. Olímpico | CV Playa de las Canteras      | Las Palmas de Gran Canaria | Canarias         | P.M. Carlos García San Román                |
| Club Voleibol Aguere          | Jamper Aguere                 | La Laguna (Tenerife)       | Canarias         | Pabellón Juan Ríos Tejera                   |
| Club Voleibol Cuesta Piedra   | Cuesta Piedra Santa Cruz      | Santa Cruz de Tenerife     | Canarias         | P. Deportes Sta. Cruz de Tenerife           |
| Club Voleibol Torrelavega     | Cantabria Deporte             | Torrelavega                | Cantabria        | Pab. Municipal La Habana Vieja              |
| Club Voleibol Diego Porcelos  | Universidad de Burgos         | Burgos                     | Castilla y León  | Polideportivo Municipal El Plantío          |
| Vóley Murcia                  | UCAM Vóley Murcia             | Murcia                     | Región de Murcia | Pabellón Infante                            |
| Club Voleibol Haro            | Haro Rioja Vóley              | Haro                       | La Rioja         | Polideportivo Municipal El Ferial           |
| Club Voleibol Murillo         | Nuchar Eurochamp Murillo      | Murillo de Río Leza        | La Rioja         | Polideportivo Federico García Lorca         |

C.V. Playas de Benidorm, C.A.V. Murcia 2005 y Oxidoc Palma renuncian a la competición por problemas económicos.
Oxidoc Palma renunció a la competición tras la disputa de las tres primeras jornadas. Los puntos obtenidos en el partido que disputó fueron quitados del casillero de Valeriano Alles Menorca, recomponiéndose la clasificación.
El calendario de competición se reestructuró al término de la primera vuelta.

## Competición
Clasificación tras la disputa de la jornada 20.
| Pos. | Nombre                        | Pts. | J 1 | J 2 | J 3 | J 4 | J 5 | J 6 | J 7 | J 8 | J 9 | J 1 0 | J 1 | J 1 2 | J 1 3 | J 1 4 | J 1 5 | J 1 6 | J 1 7 | J 1 8 | J 1 9 | J 2 0 |
| ---- | ----------------------------- | ---- | --- | --- | --- | --- | --- | --- | --- | --- | --- | ----- | --- | ----- | ----- | ----- | ----- | ----- | ----- | ----- | ----- | ----- |
| 1    | Valeriano Alles Menorca Volei | 41   | -   | 3   | -   | 3   | -   | 3   | 3   | 3   | 0   | 3     | 3   | 3     | 3     | 3     | 3     | 0     | 3     | 3     | -     | 2     |
| 2    | Nuchar Eurochamp Murillo      | 41   | 3   | 3   | 3   | -   | -   | -   | 0   | 3   | 3   | 3     | 3   | 3     | -     | 3     | 3     | 3     | 0     | 3     | 2     | 3     |
| 3    | Haro Rioja Vóley              | 31   | 0   | 3   | 3   | 3   | 3   | 0   | 3   | -   | -   | -     | 0   | 3     | 0     | 0     | 3     | -     | 3     | 3     | 1     | 3     |
| 4    | UCAM Vóley Murcia             | 31   | 2   | 0   | 1   | 0   | 3   | 0   | -   | -   | 0   | 3     | -   | -     | 3     | 3     | 3     | 3     | 3     | 3     | 3     | 1     |
| 5    | Universidad de Burgos         | 25   | -   | -   | 0   | 3   | 1   | 3   | 0   | 3   | 3   | -     | 3   | 0     | 0     | 3     | 0     | 0     | 3     | 0     | 3     | -     |
| 6    | CV Playa de las Canteras      | 20   | 3   | 3   | 2   | 0   | 0   | 3   | 3   | -   | -   | 0     | -   | 0     | 0     | -     | 0     | 3     | 0     | 0     | 3     | 0     |
| 7    | Cantabria Deporte             | 16   | 1   | 0   | 0   | 4   | 2   | -   | -   | 0   | 1   | 0     | -   | 0     | 3     | 0     | 0     | 3     | -     | 0     | 0     | 3     |
| 8    | Jamper Aguere                 | 11   | 0   | 0   | 3   | 0   | -   | -   | -   | 0   | 2   | 0     | 0   | 3     | 3     | 0     | 0     | 0     | 0     | 0     | 0     | 0     |
| 9    | Cuesta Piedra Santa Cruz      | 0    | -   | 0   | 0   | 0   | 0   | 0   | 0   | 0   | -   | -     | 0   | 0     | 0     | 0     | 0     | 0     | 0     | -     | 0     | 0     |

'Pos = Posición; Pts = Puntos; J = Jornada
|  | Juega play-off por el título. |
|  | Desciende a Superliga 2.      |

## Evolución de la clasificación
| Equipo / Jornada           | 01 | 02 | 03 | 04 | 05 | 06 | 07 | 08 | 09 | 10 | 11 | 12 | 13 | 14 | 15 | 16 | 17 | 18 | 19 | 20 |
| -------------------------- | -- | -- | -- | -- | -- | -- | -- | -- | -- | -- | -- | -- | -- | -- | -- | -- | -- | -- | -- | -- |
| Valer. Allés Menorca Volei | -  | 3  | 4  | 4  | 4  | 3  | 2  | 1  | 1  | 1  | 1  | 2  | 1  | 1  | 1  | 2  | 1  | 1  | 1  | 1  |
| Nuchar Eurochamp Murillo   | 2  | 1  | 1  | 1  | 2  | 4  | 4  | 3  | 2  | 2  | 2  | 1  | 2  | 2  | 2  | 1  | 2  | 2  | 2  | 2  |
| Haro Rioja Vóley           | 5  | 4  | 3  | 2  | 1  | 1  | 3  | 4  | 5  | 3  | 4  | 3  | 3  | 4  | 3  | 4  | 3  | 3  | 3  | 3  |
| UCAM Vóley Murcia          | 3  | 5  | 5  | 7  | 5  | 7  | 7  | 6  | 7  | 6  | 6  | 6  | 8  | 6  | 4  | 3  | 4  | 4  | 4  | 4  |
| Universidad de Burgos      | -  | -  | 8  | 6  | 7  | 5  | 5  | 5  | 4  | 5  | 3  | 4  | 4  | 3  | 5  | 5  | 5  | 5  | 5  | 5  |
| CV Playa de las Canteras   | 1  | 2  | 2  | 3  | 3  | 2  | 1  | 2  | 3  | 4  | 5  | 5  | 5  | 5  | 6  | 6  | 6  | 6  | 6  | 6  |
| Cantabria Deporte          | 4  | 6  | 7  | 5  | 6  | 6  | 6  | 7  | 6  | 7  | 7  | 8  | 7  | 8  | 8  | 7  | 7  | 7  | 7  | 7  |
| Jamper Aguere              | 6  | 7  | 6  | 8  | 8  | 8  | 8  | 8  | 8  | 8  | 8  | 7  | 6  | 7  | 7  | 8  | 8  | 8  | 8  | 8  |
| Cuesta Piedra Santa Cruz   | -  | 8  | 9  | 9  | 9  | 9  | 9  | 9  | 9  | 9  | 9  | 9  | 9  | 9  | 9  | 9  | 9  | 9  | 9  | 9  |

## Play-off
|  | Semifinales | Semifinales                | Semifinales | Semifinales      | Semifinales | Semifinales | Semifinales |                            |   | Final | Final | Final | Final | Final | Final | Final |  |
|  |             |                            |             |                  |             |             |             |                            |   |       |       |       |       |       |       |       |  |
|  |             |                            |             |                  |             |             |             |                            |   |       |       |       |       |       |       |       |  |
|  | 3           | Valer. Allés Menorca Volei | 3           | 3                | 3           |             |             |                            |   |       |       |       |       |       |       |       |  |
|  | 3           | Valer. Allés Menorca Volei | 3           | 3                | 3           |             |             |                            |   |       |       |       |       |       |       |       |  |
|  | 0           | UCAM Vóley Murcia .        | 0           | 0                | 0           |             |             |                            |   |       |       |       |       |       |       |       |  |
|  | 0           | UCAM Vóley Murcia .        | 0           | 0                | 0           |             | 3           | Valer. Allés Menorca Volei | 3 | 3     | 3     |       |       |       |       |       |  |
|  |             |                            |             |                  |             |             |             | Valer. Allés Menorca Volei | 3 | 3     | 3     |       |       |       |       |       |  |
|  |             |                            | 0           | Haro Rioja Vóley | 1           | 0           | 0           |                            |   |       |       |       |       |       |       |       |  |
|  | 1           | Nuchar Eurochamp Murillo   | 0           | Haro Rioja Vóley | 1           | 0           | 0           | 1                          | 3 | 2     | 0     |       |       |       |       |       |  |
|  | 1           | Nuchar Eurochamp Murillo   |             |                  |             |             |             | 1                          | 3 | 2     | 0     |       |       |       |       |       |  |
|  | 3           | Haro Rioja Vóley .         | 3           | 0                | 3           | 3           |             |                            |   |       |       |       |       |       |       |       |  |
|  | 3           | Haro Rioja Vóley .         | 3           | 0                | 3           | 3           |             |                            |   |       |       |       |       |       |       |       |  |
|  |             |                            |             |                  |             |             |             |                            |   |       |       |       |       |       |       |       |  |

| Campeón de Superliga 2011-12 |
| ---------------------------- |
| Valer. Allés Menorca Volei   |

## Jugadoras más laureadas en la temporada
Esta estadística está basada en la designación que hace cada semana la RFEVB de jugadora MVP y 7 ideal.
| Jugadora                 | Origen          | Club                     | MVP | 7 id. | 01 | 02 | 03 | 04 | 05 | 06 | 07 | 08 | 09 | 10 | 11 | 12 | 13 | 14 | 15 | 16 | 17 | 18 | 19 | 20 | S1 | S2 | F1 | F2 |
| ------------------------ | --------------- | ------------------------ | --- | ----- | -- | -- | -- | -- | -- | -- | -- | -- | -- | -- | -- | -- | -- | -- | -- | -- | -- | -- | -- | -- | -- | -- | -- | -- |
| Jéssica Rivero           | España          | Jamper Aguere            | 3   | 7     | *  | *  | M  | *  |    |    |    |    | M  | *  |    |    | M  |    |    |    |    |    |    |    |    |    |    |    |
| Magda Kralikova          | República Checa | Valeriano Alles Menorca  | 2   | 10    |    | *  |    |    |    |    |    | *  |    |    |    |    | *  |    |    |    | *  | *  | *  | M  |    | *  | M  | *  |
| Yoraxy Meleán            | Venezuela       | Valeriano Alles Menorca  | 2   | 10    |    | *  |    |    |    | *  |    | M  |    |    |    |    | *  |    | *  |    |    |    |    | *  | *  | *  | *  | M  |
| María José Garrido       | España          | Haro Rioja Vóley         | 2   | 3     |    |    |    |    |    |    |    |    |    |    |    | M  |    |    |    |    |    |    |    |    |    | M  |    | *  |
| Noelia Sánchez           | España          | Haro Rioja Vóley         | 1   | 9     |    |    |    |    |    |    |    |    |    |    | *  |    |    | *  | *  |    |    | M  | *  |    | *  | *  | *  | *  |
| Rosalía Alonso-Mañero    | España          | Haro Rioja Vóley         | 1   | 7     | *  | *  |    |    |    |    |    |    |    | M  |    |    |    |    |    |    | *  | *  |    |    |    | *  |    | *  |
| Aitana Ballingha         | Gabón           | Cantabria Deporte        | 1   | 6     |    |    |    | *  | *  |    |    | *  |    |    |    | *  |    |    |    | M  |    |    |    | *  |    |    |    |    |
| Cristina Alves           | Brasil          | Universidad de Burgos    | 1   | 6     |    |    | *  | *  |    | *  |    | *  |    |    | *  |    |    | M  |    |    |    |    |    |    |    |    |    |    |
| Janine Sandell           | Reino Unido     | Valeriano Alles Menorca  | 1   | 4     |    |    |    |    |    |    |    | *  |    |    |    |    | *  |    | M  |    |    |    |    |    |    |    | *  |    |
| Sara Pérez Medina        | España          | UCAM Vóley Murcia        | 1   | 4     | *  |    |    |    |    |    |    |    |    | *  |    |    |    | *  |    |    | M  |    |    |    |    |    |    |    |
| Helia González           | España          | Valeriano Alles Menorca  | 1   | 3     |    |    |    |    |    |    |    |    |    |    |    |    |    |    |    |    |    |    |    | *  | M  |    |    | *  |
| Juliana Ribeiro          | Brasil          | Universidad de Burgos    | 1   | 3     |    |    |    | *  |    | M  |    |    |    |    |    |    |    |    |    |    | *  |    |    |    |    |    |    |    |
| Kenya Barros             | España          | Nuchar Eurochamp Murillo | 1   | 2     |    |    |    |    |    |    |    |    |    |    |    | *  |    |    |    |    |    |    | M  |    |    |    |    |    |
| Lynne George Beattie     | Reino Unido     | CV Playa de las Canteras | 1   | 2     | M  |    |    |    | *  |    |    |    |    |    |    |    |    |    |    |    |    |    |    |    |    |    |    |    |
| Regla Bell               | Cuba            | Nuchar Eurochamp Murillo | 1   | 2     |    |    |    |    |    |    |    |    |    |    | M  | *  |    |    |    |    |    |    |    |    |    |    |    |    |
| Antonela Curatola        | Argentina       | Haro Rioja Vóley         | 1   | 1     |    |    |    | M  |    |    |    |    |    |    |    |    |    |    |    |    |    |    |    |    |    |    |    |    |
| Leticia de Carvalho      | Brasil          | Cantabria Deporte        | 1   | 1     |    |    |    |    | M  |    |    |    |    |    |    |    |    |    |    |    |    |    |    |    |    |    |    |    |
| Whitney Lynn Phillips    | Estados Unidos  | CV Playa de las Canteras | 1   | 1     |    | M  |    |    |    |    |    |    |    |    |    |    |    |    |    |    |    |    |    |    |    |    |    |    |
| Anicia Woods             | Barbados        | Haro Rioja Vóley         |     | 7     |    |    | *  | *  | *  |    |    |    |    |    | *  |    |    |    | *  |    |    |    |    |    | *  |    | *  |    |
| Esther López             | España          | Valeriano Alles Menorca  |     | 6     |    |    |    |    |    | *  |    |    |    |    |    |    |    |    |    |    | *  | *  |    |    |    | *  | *  | *  |
| Soraya Fraga dos Santos  | Brasil          | Universidad de Burgos    |     | 6     |    |    |    |    |    |    |    |    | *  |    | *  |    | *  | *  | *  |    |    | *  |    |    |    |    |    |    |
| Patricia Barrio Martín   | España          | UCAM Vóley Murcia        |     | 5     |    |    | *  |    | *  |    |    |    |    | *  |    |    |    | *  |    |    | *  |    |    |    |    |    |    |    |
| Angelina Waterman        | Estados Unidos  | Jamper Aguere            |     | 4     |    |    | *  |    |    |    |    | *  |    |    |    |    |    |    |    |    | *  | *  |    |    |    |    |    |    |
| Elena Esteban            | España          | Nuchar Eurochamp Murillo |     | 4     |    |    |    |    |    |    |    |    | *  | *  |    | *  |    |    |    |    |    |    |    |    | *  |    |    |    |
| Mar Arranz               | España          | Nuchar Eurochamp Murillo |     | 4     |    |    |    |    |    |    |    |    |    | *  |    |    |    |    |    |    |    |    | *  |    | *  | *  |    |    |
| Nira Pérez               | España          | Jamper Aguere            |     | 4     |    |    | *  |    |    |    |    |    |    |    |    |    | *  |    | *  |    |    |    | *  |    |    |    |    |    |
| Ana Mirtha Correa        | España          | Valeriano Alles Menorca  |     | 3     |    |    |    |    |    |    |    |    |    | *  |    |    |    |    | *  |    |    |    |    |    | *  |    |    |    |
| Isabel Guerra            | España          | CV Playa de las Canteras |     | 3     |    |    |    | *  | *  |    |    |    |    |    |    |    |    |    |    | *  |    |    |    |    |    |    |    |    |
| Marta Fraile             | España          | Nuchar Eurochamp Murillo |     | 3     |    |    | *  |    |    |    |    |    |    |    |    |    |    |    |    | *  |    |    | *  |    |    |    |    |    |
| Nuria Lopes Da Silva     | Portugal        | UCAM Vóley Murcia        |     | 3     | *  |    |    |    |    |    |    |    |    |    |    |    |    | *  |    |    |    |    |    | *  |    |    |    |    |
| Diana Sánchez            | España          | UCAM Vóley Murcia        |     | 2     |    |    |    |    |    |    |    |    |    |    |    |    |    |    |    | *  |    |    |    | *  |    |    |    |    |
| Encarnación García "Ati" | España          | Nuchar Eurochamp Murillo |     | 2     |    |    |    |    |    |    |    |    | *  |    |    |    |    |    |    | *  |    |    |    |    |    |    |    |    |
| Mª José Blas             | España          | Universidad de Burgos    |     | 2     |    |    |    |    |    |    |    | *  |    |    |    |    |    | *  |    |    |    |    |    |    |    |    |    |    |
| Marta García Obregón     | España          | Haro Rioja Vóley         |     | 2     | *  |    |    |    |    |    |    |    |    |    | *  |    |    |    |    |    |    |    |    |    |    |    |    |    |
| Vivianne Pessoa          | Brasil          | Nuchar Eurochamp Murillo |     | 2     |    |    |    |    |    |    |    |    |    |    | *  | *  |    |    |    |    |    |    |    |    |    |    |    |    |
| Alejandra Gómez          | España          | Cantabria Deporte        |     | 1     |    |    |    |    |    |    |    |    |    |    |    | *  |    |    |    |    |    |    |    |    |    |    |    |    |
| Amparo Hopf              | España          | UCAM Vóley Murcia        |     | 1     |    |    |    |    |    |    |    |    |    |    |    |    |    |    |    |    |    |    | *  |    |    |    |    |    |
| Ana González             | España          | Cantabria Deporte        |     | 1     |    |    |    |    |    |    |    |    |    |    |    |    |    |    |    | *  |    |    |    |    |    |    |    |    |
| Candelaria Herrera       | España          | Cuesta Piedra Santa Cruz |     | 1     |    |    |    |    |    |    |    |    |    |    |    |    |    |    |    |    |    |    |    | *  |    |    |    |    |
| Cathaysa Tryjillo        | España          | Jamper Aguere            |     | 1     |    |    |    |    |    |    |    |    |    |    |    |    |    |    |    | *  |    |    |    |    |    |    |    |    |
| Cira Domínguez           | España          | Cantabria Deporte        |     | 1     |    | *  |    |    |    |    |    |    |    |    |    |    |    |    |    |    |    |    |    |    |    |    |    |    |
| Daniela da Silva         | Brasil          | Nuchar Eurochamp Murillo |     | 1     |    |    |    |    |    |    |    |    | *  |    |    |    |    |    |    |    |    |    |    |    |    |    |    |    |
| Irene Cano               | España          | Universidad de Burgos    |     | 1     |    |    |    |    | *  |    |    |    |    |    |    |    |    |    |    |    |    |    |    |    |    |    |    |    |
| Jessica Soares           | Brasil          | Jamper Aguere            |     | 1     |    |    |    |    |    |    |    |    | *  |    |    |    |    |    |    |    |    |    |    |    |    |    |    |    |
| Leticia Rodríguez        | España          | CV Playa de las Canteras |     | 1     |    |    |    |    |    |    |    |    |    |    |    |    |    |    |    |    |    | *  |    |    |    |    |    |    |
| Lilian Ferreira          | Brasil          | Haro Rioja Vóley         |     | 1     |    |    |    |    |    | *  |    |    |    |    |    |    |    |    |    |    |    |    |    |    |    |    |    |    |
| Magaly Carvajal          | Cuba            | Cuesta Piedra Santa Cruz |     | 1     |    |    |    |    |    | *  |    |    |    |    |    |    |    |    |    |    |    |    |    |    |    |    |    |    |
| Milica Terzic            | Serbia          | Cantabria Deporte        |     | 1     |    | *  |    |    |    |    |    |    |    |    |    |    |    |    |    |    |    |    |    |    |    |    |    |    |
| Natasa Sevarika          | Serbia          | Haro Rioja Vóley         |     | 1     |    |    |    |    |    | *  |    |    |    |    |    |    |    |    |    |    |    |    |    |    |    |    |    |    |
| Regina Miloserdova       | Ucrania         | Universidad de Burgos    |     | 1     |    |    |    |    |    |    |    |    |    |    |    |    | *  |    |    |    |    |    |    |    |    |    |    |    |
| Sabrina Duarte           | Brasil          | Valeriano Alles Menorca  |     | 1     |    |    |    |    |    |    |    |    |    |    |    |    |    |    |    |    |    |    |    |    |    |    | *  |    |
| Sara Hernández           | España          | Universidad de Burgos    |     | 1     |    |    |    |    |    |    |    |    | *  |    |    |    |    |    |    |    |    |    |    |    |    |    |    |    |
| Wivian Gadelha de Souza  | Brasil          | CV Playa de las Canteras |     | 1     | *  |    |    |    |    |    |    |    |    |    |    |    |    |    |    |    |    |    |    |    |    |    |    |    |

En la jornada 7 la RFEVB no publicó la MVP y el 7 ideal.

### MVP y 7 ideal de la temporada
| Jugadora        | Origen          | Club                     | Posición   |
| --------------- | --------------- | ------------------------ | ---------- |
| Sara Pérez      | España          | UCAM Vóley Murcia        | Colocadora |
| Jéssica Rivero  | España          | Jamper Aguere            | Atacante   |
| Juliana Ribeiro | Brasil          | Universidad de Burgos    | Receptora  |
| Regla Bell      | Cuba            | Nuchar Eurochamp Murillo | Receptora  |
| Cristina Alves  | Brasil          | Universidad de Burgos    | Central    |
| Magda Kralikova | República Checa | Valeriano Alles Menorca  | Central    |
| Elena Esteban   | España          | Nuchar Eurochamp Murillo | Líbero     |
|                 |                 |                          |            |
| Manuel Berdegué | España          | Haro Rioja Vóley         | Entrenador |

## Mejores anotadoras
En esta sección aparecen las 10 jugadoras con mejor promedio de puntos por set disputado, según las estadísticas de los partidos publicadas por la RFEVB. Para ello es preciso que la jugadora haya disputado al menos dos sets por partido.
| Jugadora                | Origen          | Club                     | Pts. | Sets | P.P.S. | 01 | 02 | 03 | 04 | 05 | 06 | 07 | 08 | 09 | 10 | 11 | 12 | 13 | 14 | 15 | 16 | 17 | 18 | 19 | 20 | S1 | S2 | F1 | F2 |
| ----------------------- | --------------- | ------------------------ | ---- | ---- | ------ | -- | -- | -- | -- | -- | -- | -- | -- | -- | -- | -- | -- | -- | -- | -- | -- | -- | -- | -- | -- | -- | -- | -- | -- |
| Jéssica Rivero          | España          | Jamper Aguere            | 244  | 39   | 6,256  | 30 | 17 | 26 | 19 |    |    |    | 18 | 39 | 25 | 12 | 13 | 23 | 22 |    |    |    |    |    |    |    |    |    |    |
| Soraya Fraga dos Santos | Brasil          | Universidad de Burgos    | 253  | 56   | 4,518  |    |    | 12 | 12 | 26 | 12 | 15 | 18 | 29 |    | 21 | 3  | 15 | 25 | 18 | 10 | 8  | 20 | 9  |    |    |    |    |    |
| Angelina Waterman       | España          | Jamper Aguere            | 230  | 52   | 4,423  |    | 15 | 22 | 11 |    |    |    | 12 | 8  | 11 | 6  | 16 | 6  | 20 |    | 30 | 19 | 14 | 24 | 16 |    |    |    |    |
| Magda Kralikova         | República Checa | Valeriano Allés Menorca  | 279  | 68   | 4,103  |    | 16 |    | 11 |    | 11 | 13 | 13 | 15 | 3  | 5  | 13 | 12 | 12 | 12 | 8  | 17 | 17 |    | 26 | 25 | 13 | 25 | 12 |
| Aitana Ballingha        | Gabón           | Cantabria Deporte        | 242  | 59   | 4,102  | 7  | 8  | 15 | 17 | 25 |    |    | 25 | 24 | 11 |    | 18 | 14 | 12 | 6  | 23 |    | 10 | 4  | 23 |    |    |    |    |
| Patricia Barrio Martín  | España          | UCAM Vóley Murcia        | 253  | 62   | 4,081  | 20 | 14 | 22 | 16 | 20 | 13 |    |    | 4  | 18 |    |    | 12 | 24 |    | 13 | 16 | 7  | 7  | 13 | 22 | 12 |    |    |
| Regla Bell McKenzie     | Cuba            | Nuchar Eurochamp Murillo | 269  | 67   | 4,015  | 16 | 12 | 9  |    |    |    | 9  | 13 | 9  | 15 | 21 | 17 |    | 14 | 16 | 13 | 13 | 10 | 19 |    | 32 | 31 |    |    |
| Whitney Lynn Phillips   | Estados Unidos  | Playa de las Canteras    | 145  | 38   | 3,816  | 14 | 17 | 20 | 1  | 6  | 14 | 17 |    |    | 14 |    |    | 9  |    | 12 | 6  | 15 |    |    |    |    |    |    |    |
| Juliana Ribeiro         | Brasil          | Universidad de Burgos    | 208  | 56   | 3,714  |    |    | 7  | 14 | 18 | 18 | 12 | 11 | 12 |    | 13 | 12 | 11 | 8  | 17 | 12 | 17 | 17 | 9  |    |    |    |    |    |
| Wivian Gadelha de Souza | Brasil          | Playa de las Canteras    | 172  | 48   | 3,583  | 18 | 12 | 20 |    | 8  | 9  | 18 |    |    | 15 |    |    | 10 |    | 5  | 8  | 10 | 12 | 14 | 13 |    |    |    |    |